# 中央民族大学附属中学芒市实验学校
中央民族大学附属中学芒市实验学校，加挂芒市第二中学牌子，是云南省德宏傣族景颇族自治州芒市的一所完全中学。

## 历史
2014年，芒市政府投资2.6亿元，新建芒市第二中学。2015年，芒市政府、德宏州教育局与中央民族大学附属中学达成协议，将芒市所属芒市第二中学委托给中央民族大学附属中学管理，并更名为中央民族大学附属中学芒市国际学校，为国有民办学校。2016年9月，举行落成暨开学典礼。2020年9月，转制为公办完全中学，更名“中央民族大学附属中学芒市实验学校”，继续整体委托中央民族大学附属中学管理。

## 资料来源
1. ↑  革安发 主编; 中共芒市委党史研究室,芒市地方志编纂委员会办公室 编. . 芒市: 德宏民族出版社. 2020. ISBN 978-7-5558-1449-8.
2. ↑  杨波. . 德宏团结报. 2016-04-09  [2020-09-17]. （原始内容存档于2020-11-01）.
3. ↑  杨波; 胡蓉. . 德宏团结报. 2016-05-08  [2020-09-17]. （原始内容存档于2020-11-01）.
4. ↑  芒市教育局. . 芒市网. 2016-09-08  [2020-09-17]. （原始内容存档于2022-03-13）.
5. ↑  芒市教体局. . 德宏团结报. 2020-06-30  [2020-09-17]. （原始内容存档于2020-11-01）.